# Phemeranthus brevicaulis
Phemeranthus brevicaulis är en källörtsväxtart som först beskrevs av Sereno Watson, och fick sitt nu gällande namn av Kiger. Phemeranthus brevicaulis ingår i släktet Phemeranthus och familjen källörtsväxter. Inga underarter finns listade i Catalogue of Life.